# Euploea gorgonia
Euploea gorgonia är en fjärilsart som beskrevs av Gustaaf Hulstaert 1924. Euploea gorgonia ingår i släktet Euploea och familjen praktfjärilar. Inga underarter finns listade i Catalogue of Life.